# Route 349 (Nouvelle-Écosse)
Pour les articles homonymes, voir Route 349.
La route 349 est une route secondaire de la Nouvelle-Écosse d'orientation nord-sud située dans le sud de la province, au sud d'Halifax. Elle relie notamment la ville à Herring Cove et Sambro. Elle est une route moyennement empruntée. De plus, elle mesure 28 kilomètres, et est une ré asphaltée sur l'entièreté de son tracé.

## Tracé
La route 349 débute au terminus sud de la route 306, à Sambro. Elle se dirige vers l'est pendant 10 kilomètres, où elle tourne vers le nord pour suivre la rive du havre d'Halifax. Elle traverse ensuite Herring Cove, où elle croise la route 253, puis elle rejoint Spryfield, où elle croise à nouveau la route 306, mais à son terminus nord. Elle entre ensuite dans Halifax, recroise la route 253, puis se termine au rond-point entre la route 3, Chebucto Rd. et Quinpool Rd.

## Communautés traversées
- Sambro, km 0
- Sambro Head, km 3
- Ketch Harbour, km 6
- Portuguese Cove, km 10
- Bear Cove, km 12
- Halibut Bay, km 14
- Herring Cove, km 17
- Green Acres, km 21
- Thornhill, km 22
- Spryfield, km 24
- Halifax, km 25-27